# 디킨슨 (드라마)
《디킨슨》(영어: Dickinson)은 애플 TV+에서 2019년 11월부터 2021년 11월까지 방영된 미국의 코미디 시대극 드라마이다. 배우 헤일리 스타인펠드가 주인공인 작가 에밀리 디킨슨을 연기한다.

## 출연진

### 주연
- 헤일리 스타인펠드 - 에밀리 디킨슨 역
- 토비 허스 - 에드워드 디킨슨 역
- 제인 크러카우스키 - 에밀리 노크로스 디킨슨 역
- 에이드리언 엔스코 - 오스틴 디킨슨 역
- 안나 바리시니코프 - 라비니아 디킨슨 역
- 엘라 헌트 - 수 길버트 역

### 조연
- 달린 헌트 - 매기 역
- 맷 로리아 - 벤 뉴턴 역
- 거스 핼퍼 - 조지프 라이먼 역
- 거스 버니 - 제인 험프리 역
- 소피 저커 - 애비 우드 역
- 알레그라 하트 - 어바이아 루트 역
- 케빈 이 - 도시아키 역
- 치나자 우체 - 헨리 역
- 새뮤얼 판즈워스 - 조지 굴드 역
- 위즈 칼리파 - 죽음 역
- 존 멀레이니 - 헨리 데이비드 소로 역
- 조시아 매밋 - 루이자 메이 올컷 역
- 제이슨 맨추커스 - 비 역